# Villa fucata
Villa fucata är en tvåvingeart som beskrevs av Hall 1976. Villa fucata ingår i släktet Villa och familjen svävflugor. Inga underarter finns listade i Catalogue of Life.